# 72º Gruppo I.T.
Il 72º Gruppo intercettori teleguidati è stato un reparto missilistico dell'Aeronautica Militare inquadrato nella 1ª Brigata aerea Intercettori Teleguidati, con sede a Isola Rizza e Bovolone, in provincia di Verona. Era armato con il sistema d'arma Ajax e Hercules.
È stato soppresso il 15 dicembre 2009.

## Storia

### La squadriglia caccia
Il 72º Gruppo I.T. trae le proprie origini dalla 72ª Squadriglia caccia del Corpo Aeronautico del Regio Esercito, costituita il 15 aprile 1916 sull'aeroporto di Castenedolo, in provincia di Brescia dotata di velivoli Aviatik C.I e Farman.
Dal 1917 della Squadriglia fece parte anche il capitano pilota Mario Ajmone Cat.
Durante la Grande Guerra, la 72ª Squadriglia aeroplani da caccia compì 1358 voli di guerra, sostenendo 61 combattimenti aerei e riportando 4 vittorie. Partecipò alla battaglia del solstizio, dal campo di Busiago, (Padova), al comando di Pier Ruggero Piccio e poi dal campo di Quinto di Treviso alla battaglia di Vittorio Veneto. Dotata di velivoli Nieuport 11, SPAD S.VII, SPAD S.XIII e Hanriot HD.1, la Squadriglia fu insignita di 7 medaglie d'argento e 6 medaglie di bronzo al valor militare.
Nella 72ª Squadriglia aeroplani da caccia, prestarono servizio l'asso Sebastiano Bedendo e Natale Palli, M.O.V.M. alla memoria, amico di Gabriele D'Annunzio, e pilota del velivolo Ansaldo S.V.A.10, sul quale il poeta abruzzese effettuò il celebre Volo su Vienna.
Nel 1917, viene adottato quale distintivo del reparto il “Leone Rampante Rosso”, che tuttora campeggia sull'araldica del 72º Gruppo I.T.
Al termine della guerra la squadriglia venne sciolta per essere ricostituita nel novembre 1923, sull'aeroporto di Campoformido, con il 1º Stormo caccia terrestre della Regia Aeronautica. È in questo remoto periodo che la storia del “Leone Rampante” si fuse con quella dell'arciere dal motto “Incocca, Tende e Scaglia”, la cui paternità viene attribuita a Gabriele D'Annunzio.
Nel 1930 partecipa alla “giornata dell'aria” a Roma dove chiude la manifestazione con una figura acrobatica destinata a divenire famosa: La “Bomba”, adottata successivamente dalla Pattuglia acrobatica nazionale.
Nel periodo tra le due guerre mondiali il reparto impiegò velivoli Fiat C.R.20 e C.R.32 (dal 1935).
L'inizio della seconda guerra mondiale, coglie la squadriglia schierata sull'aeroporto palermitano di Boccadifalco. Le prime operazioni vennero effettuate nel luglio 1940 con missioni di scorta convogli e voli di ricognizione su Malta. Alla fine dell'anno, la squadriglia fu trasferita in Libia col il compito di appoggiare le operazioni del Regio Esercito, ove rimase fino alla fine 1942.
I velivoli C.R.32 furono dapprima sostituiti con i più moderni Fiat C.R.42, poi con i Macchi M.C.200 e dal novembre 1941 con i Macchi M.C.202.
Rientrata in Italia ebbe il compito di difendere l'area di Roma, e fu sorpresa dall'armistizio sul campo di Ronchi dei Legionari, dove era stata arretrata per riorganizzazione. In totale effettuò 1068 voli di guerra con l'abbattimento di 9 velivoli nemici.
Nel 1956 viene ricostituita ad Istrana alle dipendenze del 17º Gruppo caccia Ognitempo nell'ambito del 1º Stormo caccia Ogni Tempo dotata di Fiat F-86K per essere soppressa il 1º maggio 1959.

### Intercettori teleguidati
Nel settembre del 1959 venne ricostituita la 72ª Squadriglia intercettori teleguidati, in seno al 17º Gruppo di Padova della 1ª Aerobrigata Intercettori Teleguidati, non più equipaggiata con velivoli ma col sistema missilistico terra–aria Ajax presso una nuova base logistica ed operativa realizzata nel comune di Isola Rizza e con l'area di lancio sul vecchio sedime dell'aeroporto di Bovolone.
Il personale operativo e tecnico, dopo un lungo ciclo di addestramento negli Stati Uniti, prese rapidamente confidenza con il nuovo sistema d'arma e il 31 dicembre 1959 effettuò il primo servizio operativo. I lanci reali cominciarono ad essere effettuati con cadenza annuale presso il poligono di Mc Gregor Range della base di Fort Bliss dell'United States Army nel Nuovo Messico (Stati Uniti).
Il 1º ottobre 1964, con il riordino dei reparti dell'Aeronautica Militare, la 72ª divenne la componente operativa del 72º Gruppo I.T. del 17º Reparto IT che alla fine degli anni '60 fu equipaggiato con i nuovi missili Hercules acquisendo la capacità nucleare fino agli anni ottanta.
Dal 1º novembre 1985, per effetto delle disposizioni emanate dallo Stato Maggiore dell’AM, il 17º Reparto IT assunse la nuova denominazione di 17º stormo.
Inquadrato nella 1ª Brigata Aerea di Padova il 72º Gruppo ha operato con i Sistemi Missilistici Nike Ajax e Nike Hercules. Da allora il personale del reparto ha ininterrottamente concorso per quasi 50 anni alle operazioni inerenti alla difesa dello spazio aereo nazionale, partecipando inoltre ad importanti esercitazioni nazionali ed internazionali, nonché alle campagne lanci reali inizialmente negli Stati Uniti presso il poligono di White Sands nella Contea di Doña Ana e poi, dal 1966 in Sardegna, conseguendo in numerose occasioni risultati eccellenti. Tra i vari riconoscimenti il 72º Gruppo si è aggiudicato il Trofeo A.S.P. quale migliore gruppo della 1ª Brigata aerea Intercettori Teleguidati nel 1985, 1999, 2001, 2002 e 2005.
Negli anni il Gruppo ha assolto ai principali compiti assegnati dall'aeronautica Militare (Italia) ed ha concorso alle attività di protezione civile. Ha partecipato con il suo personale anche alle operazioni internazionali di peacekeeping e peace enforcement in Iraq, Operazione Deny Flight, Operazione DINAK nell'ambito dell'Operazione Allied Force, Kosovo, Albania, Bosnia ed Erzegovina, Eritrea, Kirghizistan, Afghanistan, Emirati Arabi Uniti e Ciad.
Il 24 dicembre 2006 ha avuto luogo, presso il poligono di Capo San Lorenzo nel comune di Villaputzu (Cagliari) l'ultimo lancio reale di un missile Hercules italiano. Il concorso alla difesa dello spazio aereo è avvenuto concretamente fino al 15 giugno 2007, quando è iniziata la dismissione del sistema d'arma Hercules. 
Dal 1º luglio 2007 e fino alla sua chiusura nel 2009, il 72º Gruppo I.T. è stato alle dipendenze del 2º Stormo di Rivolto.

## Altre notizie
Dal 5 settembre 2002 al 72º Gruppo I.T. è indelebilmente legato il nome del M.O.V.M. ten. Franco Cappa, medaglia d'oro al valor militare, nativo di Bovolone.